# جاك رو
جاك رو (بالفرنسية: Jacques Roux)‏ (21 أغسطس 1752 - 10 فبراير 1794) كان قسيس كاثوليكي راديكالي، تولى دوراً نشطاً في السياسة الثورية أثناء الثورة الفرنسية. بسط بمهارة المثل العليا للديمقراطية الشعبية والمجتمع اللاطبقي لحشود من الباريسيين اللامسترول (جمهوريين متطرفين من الطبقة العاملة) وأصحاب المحال التجارية وجامعي الأجور لجعلهم راديكاليين لمواجهة قوة ثورية خطيرة. أصبح جاك رو قائد لليسار الديمقراطي الشعبي المتطرف.

## ثورية راديكالية
عندما بدأت الجمهورية الفرنسية الأولى في عام 1792، أصبح جاك رو يتماشى مع فصيل (فرنسا للغاضبين). وأصبح يعتبر أكثر المتحدثين اليساريين تطرفاً لمصالح فصيل الباريسيين اللامسترول السياسي المعروف باسم (الغاصبين)، وفي عام 1791 تم انتخابه لحكومة وبلدية باريس.
حارب جاك رو باستمرار من أجل مجتمع متساوي اقتصادياً، محولاً حشود اللامسترول ضد اليعاقبة والبرجوازيين. وطالب بأن يكون الغذاء متوفراً لجميع أفراد المجتمع. ونادى بإعدام الأثرياء إذا ما قاموا بتخزين غذائهم. لقد أصبح مشهوراً لدرجة أن صوته ساعد على إزالة الجرينديون من المؤتمر الوطني في عام 1793 بعد الانقسام بينهم وبين حزب سكان الجبال الذي نمى على نطاق واسع. أعرب جاك رو بلا كلل عن مطالب سكان باريس الفقراء بمصادرة ثروات الارستقراطيين وتوفير الخبز بأسعار معقولة.

## بيان فصيل (الغاضبين)
في خطاب خلافي إلى المؤتمر الوطني عام 1793، أعلن جاك رو بيانه عن فصيل (الغاضبين) الذي طالب من خلاله بإلغاء الملكية الخاصة والمجتمع الطبقي باسم الشعب الذي يمثله. في نواحي كثيرة، كان جاك وفصيل (الغاضبين) يترقبون العديد من المحاور التي وضعها كارل ماركس في نظريته التحليلية في العقود اللاحقة.
عاجلاً، أدى خطاب جاك رو الناري إلى إشعال أعمال الغضب بسبب الغذاء والإخلاء بتوازن القوى في حكومة باريس. تخوف ماكسمليان روبسبير من تهديد جاك رو هيمنة اليعاقبة في الحكومة، فقدم عمداً اتهامات له بأنه جاسوس أجنبي يحاول عرقلة الحكومة الثورية ولجنة السلامة العامة. خلال هذا الوقت، انقلب ضديق جاك رو السابق جان بول مارات ضده أيضاً، متهماً إياه في صحيفته (أصدقاء الشعب) بأنه قسيس كاذب كان مهتماً بالدين فقط إذا تلقى دخلاً منه. في تاريخ 7 يوليو 1793 أحضر أعداء جاك رو اليزابيث مارغريت إيبير للاستجواب في محاولة لاتهام جاك رو بالابتزاز واختلاس الأموال الخيرية. كانت إيبير أرملة في وقت قريب وليس لديها أي وسيلة لإعالة نفسها، وقبل عامين، وافق جاك رو على إعالتها هي وأسرتها. عندما سئلت عما إذا كانت لدى جاك رو دوافع خفية، أجابت بأنها لا تعتقد ذلك. ولم يتم القبض عليه بعدها، لكن في أغسطس 1793، تم اعتقاله تحت تهمة حجب الأموال عن كل من الأرملة هيبير وأرملة أخرى تدعى بوريبير. أكد جاك رو للجنة الثورية لقسم قغافيلييه أنه لم يفعل شيئاً من هذا القبيل وأن أعداءه كانوا يعملون ضده. تمت كفالة جاك رو من قبل إثنين من أصدقائه، حيث واصل القتال من أجل أفكاره. في تاريخ 5 سبتمبر 1793، ألقي جاك رو في السجن مرة أخرى.

## موته
في تاريخ 14 يناير 1794، تم إبلاغ جاك رو بأن قضيته كانت على وشك أن تصل إلى المحكمة الثورية. عند سماع هذا الخبر، سحب جاك رو سكيناً وطعن نفسه عدة مرات لكنه فشل في تحقيق ضربة قاتلة. وبعد أقل من شهر، في تاريخ 10 فبراير 1794 عندما تعافى في السجن، طعن نفسه مرة أخرى، وفي هذه المرة نجح في قتل نفسه. كان عمره في ذلك الوقت 41 عاماً.
عندما بدأت حركة (الغاضبين) تتهاوى، حاول فصيل يساري أكثر اعتدالاً بقيادة جاك-رينيه ايبير والمعروف أيضاً باسم الايبرتيين كسب أنصاره السابقين والاستمرار من حيث ما توقف.

## روابط خارجية
- جاك رو على موقع الموسوعة البريطانية (الإنجليزية)